# 枚方市立総合スポーツセンター
枚方市立総合スポーツセンター（ひらかたしりつそうごうスポーツセンター）は、大阪府枚方市にあるスポーツセンター。施設は枚方市が所有し、「枚方市スポーツ協会・アシックススポーツファシリティーズ共同事業体」が指定管理者として運営管理を行っている。

## 施設

### メインアリーナ
床面積は1,789m2。観覧席上に一周190mのランニングロードが設置されている。バスケットボール、バレーボール、バドミントン、ソフトバレーボール、インディアカ 、卓球 、剣道、空手道、少林寺拳法、ドッジボール等に使われる。
2022年7月14日、河本工業（株）と命名権契約を結び「KTM河本工業総合体育館」と命名された。契約期間は2022年8月1日から2027年3月31日まで4年8か月で、契約金は年100万円。

### 第1武道場
板張りの床で、床面積は385m2。剣道、日本拳法、空手道、少林寺拳法、軽体操等に使われる。

### 第2武道場
畳張りの床で、床面積は385m2。柔道、軽体操等に使われる。

### 卓球室
床面積は205m2で、卓球に使われる。

### サブアリーナ
床面積は460m2で、バドミントンに使われる。

### トレーニング室
床面積は129m2である。

### 会議室
床面積は、第1会議室は40m2、第2会議室は66m2である。

### 陸上競技場

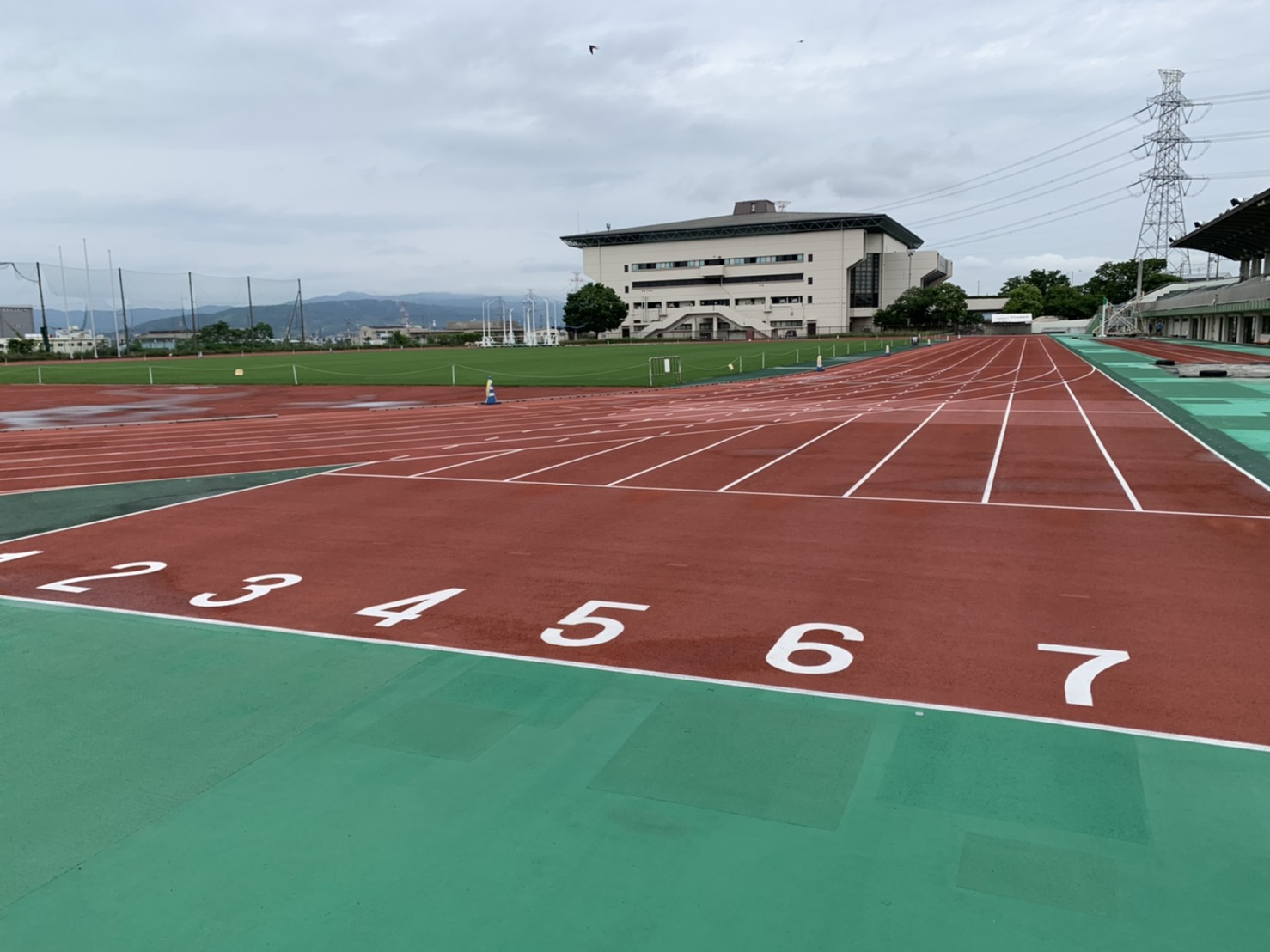
枚方市立陸上競技場
（たまゆら陸上競技場）

日本陸上競技連盟第三種公認。総面積は25,462m2。月曜日は休所日となっている。1周400m直走路が8レーンあり、3000m障害走路はトラック外側に設置されている。練習走路は体育館 の横に2レーン設置され、68mある。
メインスタンドは2,000人、芝生スタンドは500人の収容が可能。走路、助走路は全天候ウレタン舗装、フィールド内は天然芝生となっている。個人利用の料金は、枚方市在住ならば2時間当たり100円、それ以外ならば200円である。平日は1レーンのみ使用不可である。フィールドの芝生部分は、原則立ち入り禁止である。ハードル、スターティングブロック等の貸し出しを行っている。
いずれも将来のJリーグ加盟を目指している、日本フットボールリーグ（JFL）に所属するサッカークラブ・FCティアモ枚方、並びに大阪府社会人サッカーリーグ（2021年度1部）に所属する同じく枚方フットボールクラブのトップチーム「ユナイテッド」が試合の本拠地として使用している。
2022年にネーミングライツを導入。ユニフォーム・作業服・作業用品の販売を手がける『たまゆら』とネーミングライツ契約を締結。5月1日に『たまゆら陸上競技場』(略称:たまりく)の愛称が付けられた。

### 藤阪テニスコート
砂入人工芝2面。

### 藤阪東町中央公園テニスコート
砂入人工芝2面。

### 春日テニスコート
砂入人工芝3面、アンツーカ―コート4面、練習用壁打ち1面。